# Ligamentul cervical al sinusului tarsului

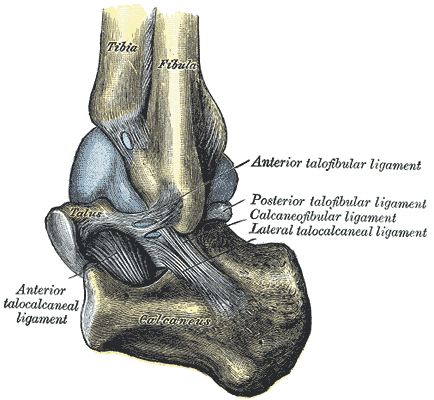
Ligamentul cervical al sinusului tarsului

Ligamentul cervical al sinusului tarsului (neomologat de Terminologia Anatomica), numit și ligamentul talocalcanean extern, ligamentul talocalcanean anterolateral, ligamentul talocalcanean anterior, ligamentul interosos anterolateral este un ligament puternic și rezistent al articulației talocalcaneonaviculare, situat în segmentul anterolateral al sinusului tarsului. După unii autori el corespunde cu fasciculul anterior al ligamentului talocalcanean interosos. Are originea jos în șanțul calcaneului aflat pe față superioară a calcaneului, medial de inserția mușchiului extensor scurt al degetelor (Musculus extensor digitorum brevis pedis), de unde se îndreaptă oblic în sus, înainte și medial și se inseră pe fața inferolaterală a colului talusului. Are un rol important în stabilizarea piciorului și este singurul ligamentul al articulației subtalare care frânează inversiunea piciorului.